# NGC 4849
NGC 4849 é uma galáxia lenticular (S0) localizada na direcção da constelação de Coma Berenices. Possui uma declinação de +26° 23' 47" e uma ascensão recta de 12 horas, 58 minutos e 12,7 segundos.
A galáxia NGC 4849 foi descoberta em 4 de Março de 1867 por Heinrich Louis d'Arrest.